# Bjarosa
Bjarosa bzw. Berjosa (belarussisch Бяроза Bjaroza, russisch Берёза Berëza, polnisch Bereza Kartuska – dies war auch der offizielle Name des Ortes bis 1940) ist eine Stadt im Rajon Bjarosa der Breszkaja Woblasz im Westen von Belarus mit 29.500 Einwohnern (Stand 1. Januar 2015). Bjarosa ist das Zentrum des Beresowskij Rajons. Die alte Bezeichnung Bjarosa-Kartusskaja blieb für eine Eisenbahnstation und eine Siedlung etwas westlich der Stadt bestehen.

## Geschichte

### Wappen
Beschreibung: In Blau ein silbernes Kloster mit offenem Durchgang über einem silbernen Wellenschildfuß unter einem silbernen schmalen Wellenbalken.

### Litauische und polnische Zeit

Das Kartäuser-Kloster in Bjarosa vor der Zerstörung

Das Dorf Bjarosa (vom slawischen Wort für Birke) wurde als Privateigentum im Großfürstentum Litauen erstmals im Jahre 1477 erwähnt. Es gehörte im Laufe der Zeit verschiedenen Adelsfamilien, seit Ende des 16. Jahrhunderts gehörte der Ort den Sapieha, die einen Palast und 1648–1689 ein Kartäuser-Kloster errichteten (daher der zweite Namensteil). Zwischen 1538 und 1600 war es ein wichtiges Zentrum des Calvinismus. Das Kloster wurde bald zu einem der größten Gebäude dieser Art in der gesamten polnisch-litauischen Rzeczpospolita und zum Kern der Stadtbildung. Zum Kloster gehörte bedeutender Landbesitz und 800 Bauernhöfe. Während des Großen Nordischen Krieges 1700–1721 fand im Kloster eine Begegnung zwischen König August II. von Polen und Zar Peter I. von Russland statt. Kurz darauf verwüsteten schwedische Truppen den Ort zweimal während der Kriegshandlungen. Im Zuge dessen wurde auch das Kloster zum Teil zerstört.

### Russische Zeit
Nach den Teilungen Polens kamen Stadt und Kloster zu Russland. Nach dem polnischen Novemberaufstand 1830/1831 schlossen die russischen Behörden das Kloster im Jahre 1831, da sich Mönche des Klosters am Aufstand beteiligt hatten. Als man 1866 zum Bau von Kasernen Ziegelsteine benötigte, wurden das Kloster teilweise abgerissen. Manche seiner Gebäude verschwanden völlig, so auch die Barock-Kirche.
Bjarosa lag in dieser Zeit im so genannten Ansiedlungsrayon, auf das seit Ende des 18. Jahrhunderts das Wohn- und Arbeitsrecht der jüdischen Bevölkerung beschränkt war. Juden stellten zu Beginn des 20. Jahrhunderts fast 70 % der lokalen Bevölkerung.
Anfang der 1870er Jahre kam es zu einem wirtschaftlichen Aufschwung, der durch die 1871 für den Verkehr zwischen Brest und Smolensk eröffnete Eisenbahnlinie ausgelöst wurde. Dieser schlug sich auch in einem rasanten Bevölkerungswachstum nieder: Lebten in Bjarosa 1833 1200 Menschen, so waren es 1897 6226. Die Wirtschaft wurde von kleineren Handwerksbetrieben dominiert, es gab aber auch eine Lederfabrik und zwei holzverarbeitende Betriebe.

### Erster Weltkrieg
Im Ersten Weltkrieg war die Stadt ab 1915 von deutschen Truppen besetzt, dann von 1919 bis Juli 1920 und erneut ab August 1920 von polnischen Truppen. Im Juli 1920 wurde kurzzeitig die Sowjetmacht errichtet. Während des Polnisch-Sowjetischen Krieges fand dort am 14. Februar 1919 der erste Angriff der Polen auf die sowjetischen Truppen statt.

### Zwischenkriegszeit und Zweiter Weltkrieg
Nach dem Frieden von Riga gehörte Bjarosa zu Polen. Nach der Ermordung des polnischen Innenministers Bronisław Pieracki richtete die Staatsführung am 16. Juni 1934 im Gebäude einer ehemaligen Kaserne ein Gefängnis ein. Hier wurden in erster Linie Kommunisten und ukrainische Nationalisten interniert. Das Lager blieb bis zu seiner Einnahme durch die Rote Armee im September 1939 in Betrieb, als in Übereinstimmung mit dem geheimen Zusatzprotokoll zum deutsch-sowjetischen Nichtangriffspakt sowjetische Truppen die Stadt besetzten.
Am 15. Januar 1940 wurde Bereza-Kartuska in Bjarosa umbenannt, erhielt den Status einer Stadt und wurde zum Zentrum des neu gebildeten Beresowskij Rajons. Zwei Tage nach dem deutschen Überfall auf die Sowjetunion am 22. Juni 1941 erfolgte die Besetzung durch die deutsche Wehrmacht. Von den etwa 5000 Einwohnern der Stadt waren rund 4500 Juden. Diese wurden nun gezwungen, in zwei neu eingerichteten Ghettos zu wohnen. Im so genannten Ghetto „A“ wohnten fortan Juden, die als arbeitsfähig eingestuft wurden und deren Arbeitskraft für die deutsche Wirtschaft und die Wehrmacht ausgebeutet wurde. Die Juden, die im Ghetto „B“ leben mussten, galten als nicht arbeitsfähig. Im Zuge der Ermordung der europäischen Juden wurde zunächst im Juni 1942 das Ghetto „B“ aufgelöst und seine Bewohner in der Vernichtungsstätte bei Bronnaja Gora erschossen. Mitte Oktober 1942 wurden auch die Bewohner von Ghetto „A“ getötet. Etwa 1000 Meter nördlich des rund fünf Kilometer östlich von Bjarosa gelegenen Dorfes Smoljarka waren fünf Gruben von je 7 × 10 Meter und 2,5 Meter Tiefe vorbereitet worden. Die Gruben lagen etwa 70 Meter von der Straße Warschau-Moskau entfernt, die Menschen wurden auf LKW dorthin gebracht. Vor Ort wurden sie gezwungen, sich zu entkleiden und in den Gruben erschossen. Die Kleidung wurde zurück auf die LKW verladen und weggefahren.

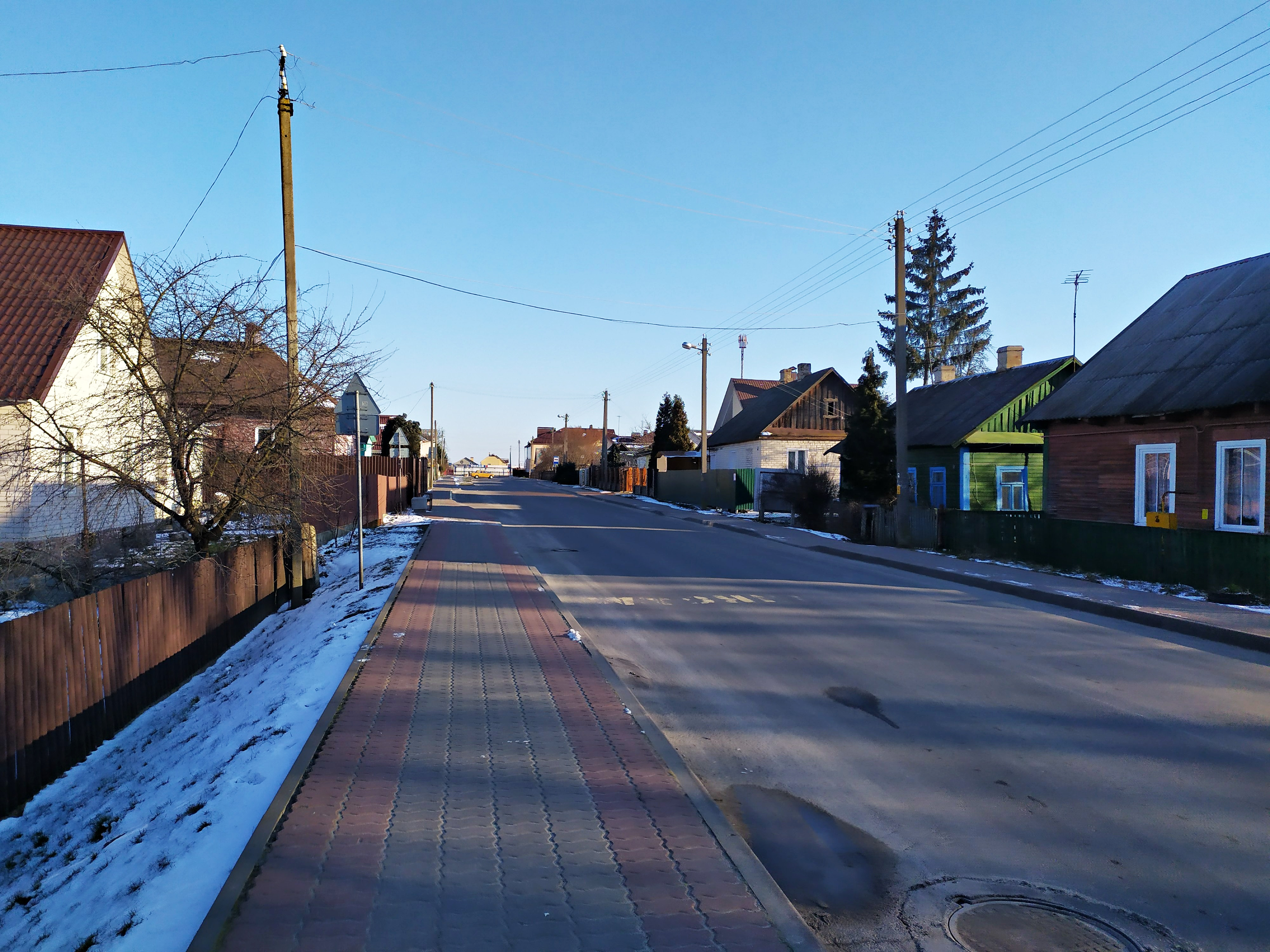
Eine Straße in Bjarosa – ein Beispiel für die ältere Bauweise

Die Erschießungen dauerten während dreier Tage an. Die Anzahl der hier ermordeten Juden ist unklar. Im Bericht der Untersuchungskommission ist von mehr als 1000 Juden die Rede. Der Zeuge Schidlowskij arbeitete bei der aus Einheimischen aufgestellten Hilfs-Polizei für die Deutschen und nahm nach eigenen Angaben während der Erschießungen der Juden aus Beresa an Absperrmaßnahmen teil. Er spricht von ca. 3000 Erschossenen. Nur vereinzelte Juden aus Bjarosa überlebten den Krieg, das Schtetl Bjarosa hatte aufgehört zu existieren.
Am 15. Juli 1944 wurde Bjarosa durch sowjetische Truppen zurückerobert.

### Seit 1945
Nach Kriegsende verblieb Bjarosa, wie fast das gesamte westliche Belarus, im Bestand der Weißrussischen Sozialistischen Sowjetrepublik. Die verbliebenen polnischen Einwohner wurden zwangsweise nach Polen „repatriiert“. 1974 wurde in Minsk ein neuer Generalplan für die Stadt Bjarosa ausgearbeitet, der in den Folgejahren in die Praxis umgesetzt wurde. Das Bild der Stadt veränderte sich grundlegend. Neue Straßen und Plätze wurden angelegt, die im Stadtzentrum dominierende traditionelle einstöckige Holzbauweise durch moderne Gebäude mit mehreren Etagen ersetzt. Im südlichen Teil der Stadt blieb ein im 19. Jahrhundert angelegter Park bestehen. Die Industrie der Stadt entwickelte sich, besonders im Bereich der Lebensmittel- und der Bauwirtschaft.

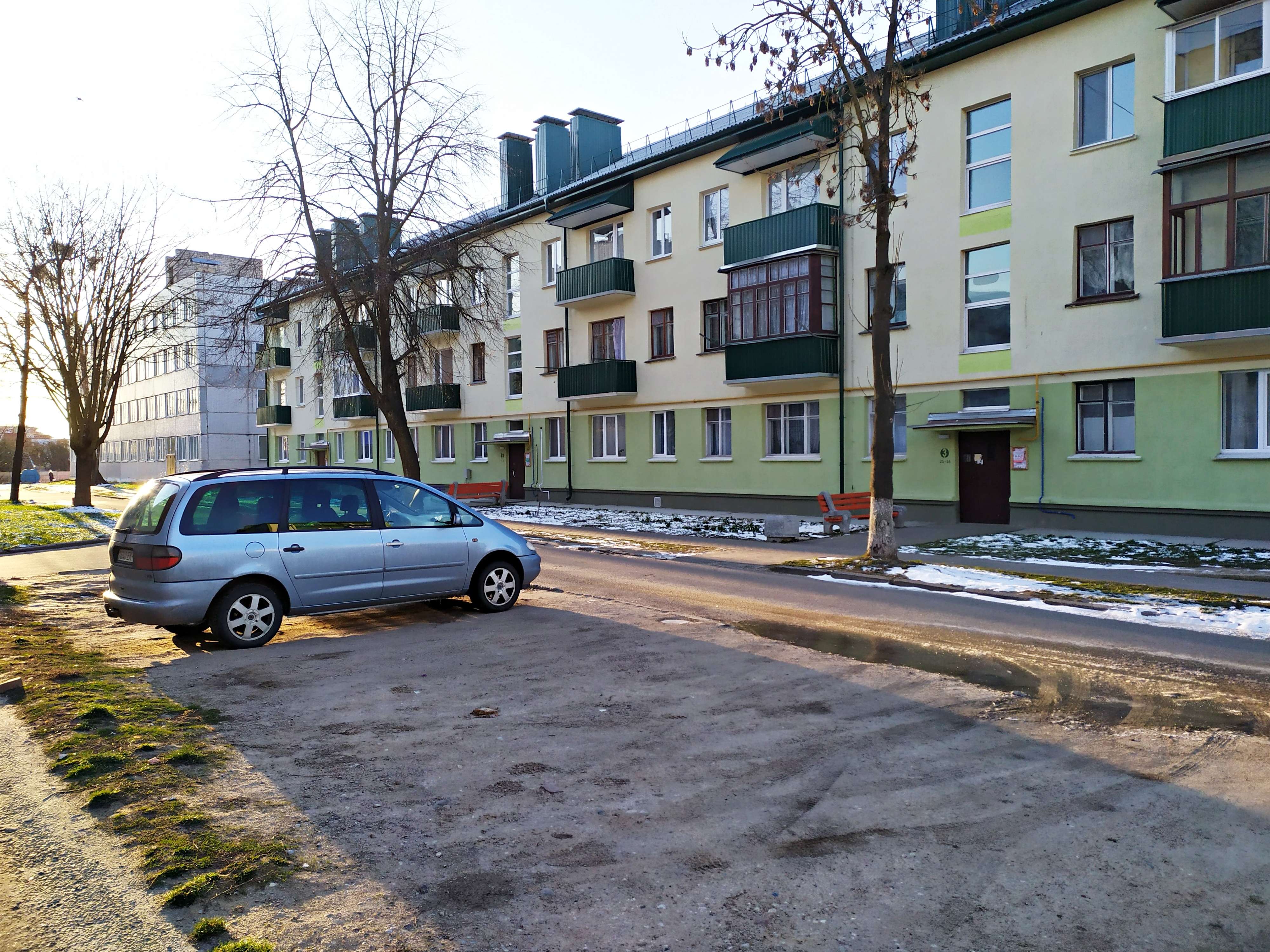
Neubaugebiet in Bjarosa

Seit der Auflösung der Sowjetunion 1991 gehört Bjarosa zur neu gegründeten Republik Belarus. Heute sind 13 größere Industriebetriebe in der Stadt angesiedelt, die u. a. Fenster, Industrieanlagen und Lebensmittel herstellen.

## Sehenswürdigkeiten

### Denkmäler
In Bjarosa gibt es eine Vielzahl von Denkmälern und Gedenktafeln, die in ihrer Mehrheit kommunistischen Aktivisten während der Zwischenkriegszeit oder sowjetischen Kämpfern und Opfern im Zweiten Weltkrieg gewidmet sind.

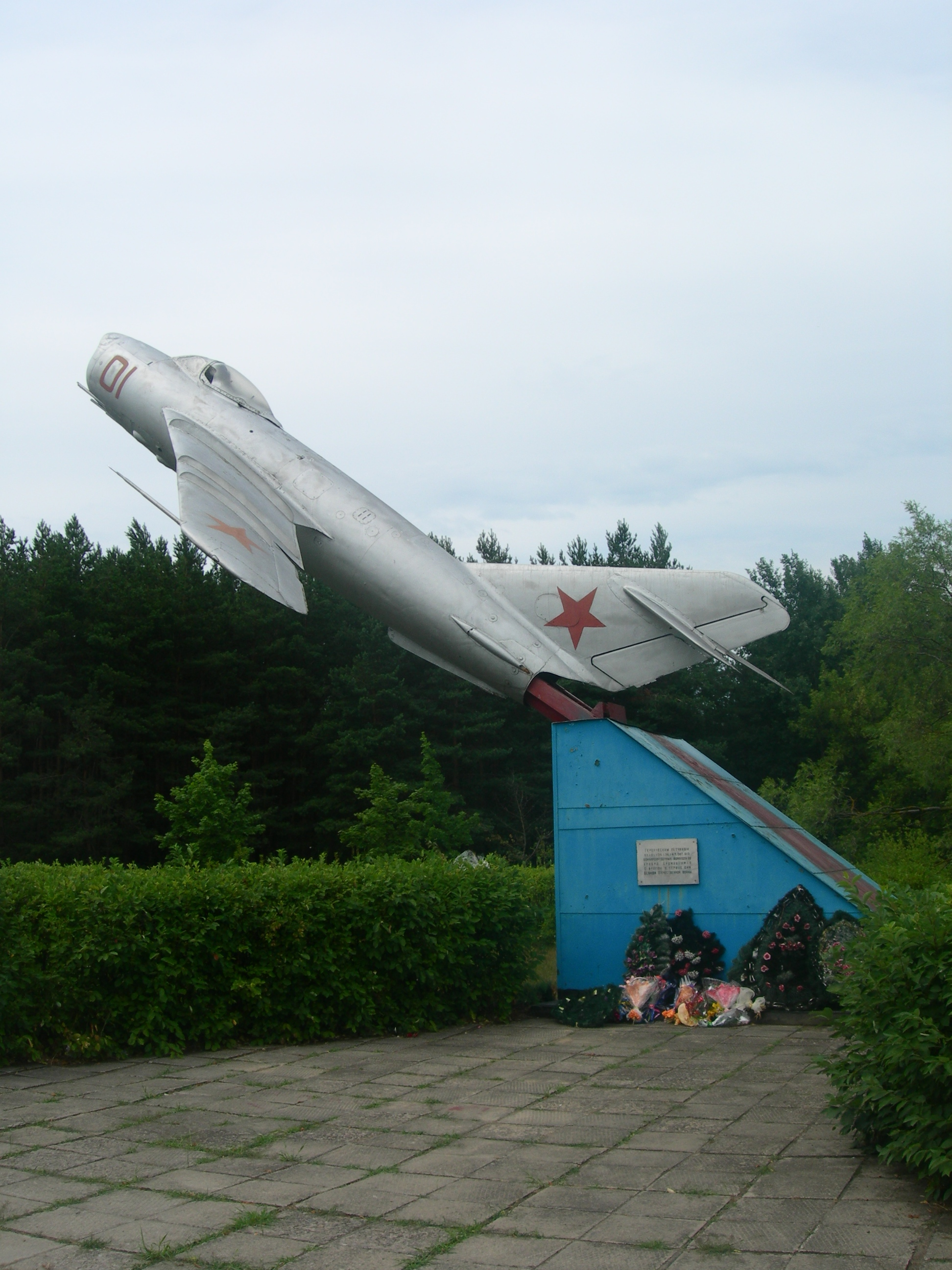
Das Fliegerdenkmal bei Bjarosa

Das wohl wichtigste von ihnen befindet sich auf dem Komsomol-Platz gegenüber dem Haus der Kultur. Hier sind 368 Soldaten und Partisanen bestattet, die während des Krieges gefallen sind. Auf einem Podest steht ein Rotarmist mit Maschinenpistole und Helm in der Hand. Um das Podest herum sind im Boden 22 Tafeln mit den Namen der hier Bestatteten eingelassen. Vor dem Denkmal, in der Mitte eines großen fünfzackigen Sternes, brennt eine ewige Flamme. Der Komplex wurde 1953 angelegt und 1987 und 1988 erneuert und erweitert.
Am südöstlichen Stadtrand, an der Straße Brest-Baranowitschi wurde 1974 zu Ehren der sowjetischen Militärflieger auf einem Podest ein Düsenjäger als Denkmal aufgestellt. Das Denkmal soll insbesondere daran erinnern, dass es sowjetischen Fliegern in den ersten Kriegstagen im Juni 1941 gelungen war, einige deutsche Flugzeuge abzuschießen. Über die Zerstörung vieler sowjetischer Flugzeuge noch auf den Flughäfen am ersten Kriegstag schweigt man sich aber aus.
Bei Berjosa wurde als Sammelfriedhof die Deutsche Kriegsgräberstätte Berjosa errichtet.

### Kartäuserkloster

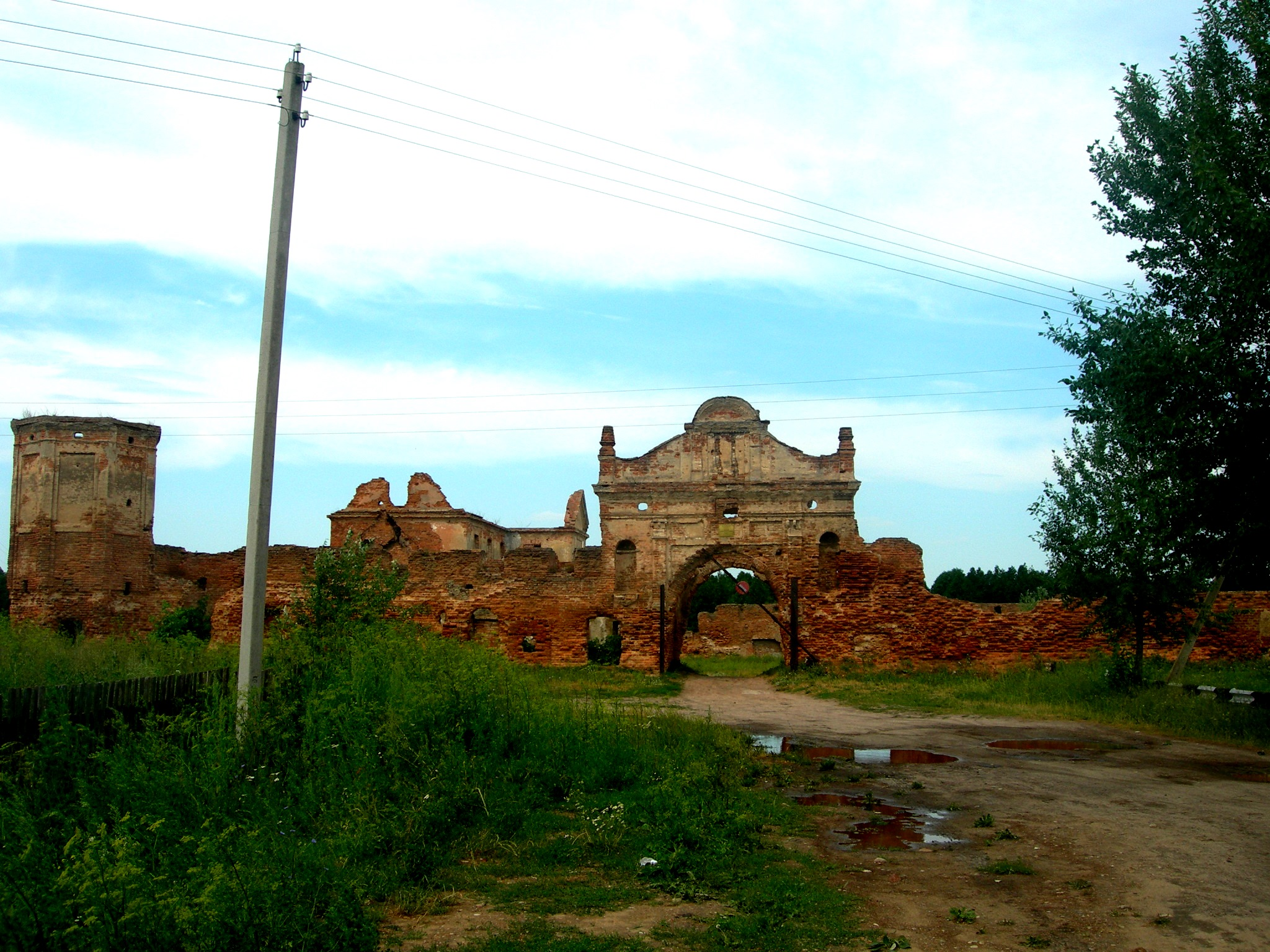
Das Haupttor des Kartäuser-Klosters

Das von 1648 bis 1689 errichtete Kartäuserkloster, an dessen Bau auch italienische Architekten beteiligt waren, umfasste eine Reihe von Gebäuden, u. a. eine Kirche, Wohn- und Wirtschaftsgebäude, ein Krankenhaus, und eine Bibliothek. Der Komplex war von einer Festungsmauer mit Türmen umgeben. Heute sind von diesem Architekturdenkmal am nordwestlichen Stadtrand Bjarosas nur noch Fragmente erhalten: Das Haupttor, Teile eines Glockenturmes und der Festungsmauer mit einem Eckturm und das Gebäude des Spitals. Auf dem ehemaligen Klosterfriedhof befindet sich ein Denkmal für hier von den Deutschen während des Zweiten Weltkrieges im Zuge einer Massenerschießung ermordete Menschen.

### Peter- und Pauls-Kirche
Die Backsteinkirche im russisch-byzantinischen Stil wurde in der zweiten Hälfte des 19. Jahrhunderts gebaut. Ungewöhnlich sind die beiden Türme des komplexen Baus in der uliza Sowetskaja: Ein steinerner Glockenturm erhebt sich über dem Haupteingang, ein weiterer, dieser aber in der typischen Zwiebelform, steht am hinteren Ende des Gebäudes.

### Ehemaliges Gefängnis

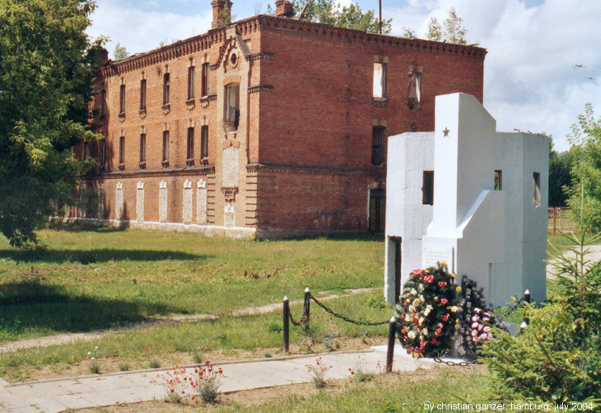
Die Ruine der Polizeikaserne des ehemaligen polnischen Gefangenenlagers Bereza-Kartuska. Im Vordergrund das erneuerte sowjetische Denkmal, das an die politischen Häftlinge erinnert.

Zum Gefangenenlager Bereza-Kartuska gehörten zwei Gebäude: Eine Polizeikaserne zur Unterbringung der Wachmannschaften und ein Gebäude, in dem sich die Zellen der Gefangenen befanden. Beide Gebäude existieren noch, wobei die ehemalige Polizeikaserne nur noch eine Ruine ist. Das Dach ist größtenteils eingestürzt, ebenso die Zwischendecken und ein Teil der Wände. Im ehemaligen Zellenbau sind heute Kultureinrichtungen sowie verschiedene Läden und Cafés eingerichtet. Der 1962 vor den Gebäuden an der Straße (uliza Lenina) aufgestellte Obelisk wurde nach 1990 erneuert. An ihm ist eine Tafel angebracht, die in russischer Sprache daran erinnert, dass an diesem Ort „Tausende Revolutionäre West-Belarus, der West-Ukraine und Polens, Kämpfer für die soziale und nationale Befreiung der Werktätigen“ interniert waren.

## Bevölkerungsentwicklung
- 1833: 1.200 Einwohner
- 1897: 6.226 Einwohner
- 1939: 5.000 Einwohner
- 1959: 5.600 Einwohner[3]
- 2007: 29.400 Einwohner[14]
- 2015: 29.500 Einwohner[15].